# Geeta Tripathee
Geeta Tripathee (nepalês: गीता त्रिपाठी; Kharelthok, 28 de junho de 1972) é uma poetisa, letrista, ensaísta, crítica literária e estudiosa nepalesa. Uma eminente escritora, Geeta Tripathee tem dois volumes de coleção de poesia, um de poemas líricos e sete livros em outro gênero literário para seu crédito. Ela também escreve para jornais sobre questões relativas às mulheres, meio ambiente e injustiça social.
Geeta Tripathee recebeu a 'Medalha de Ouro Padmakanya - 2000', concedida pelo Governo do Nepal. Ela recebeu o 'Prêmio de Melhor Letrista' em 2008 de 'Sanskritik Sansthan', o principal adjunto cultural do governo do Nepall.

## Primeiros anos
Geeta Tripathee nasceu em 28 de junho de 1972 em Kharelthok, Kavrepalanchok, sendo filha de um educador Bedraj Thapaliya e de Ramadevi Thapaliya. Ela concluiu o ensino médio em Kharelthok em 1988 e mudou-se para Katmandu para continuar seus estudos. Tripathee ingressou no Campus Padmakanya em Kathmandu e se formou em 1993. Ela se casou com Yadavraj Tripathee em 1989 enquanto estudava colagem em Padmakanya. Tripathee continuou seus estudos e completou seu mestrado em literatura nepalesa em 1998 com uma medalha de ouro ao se tornar a campeã da universidade. Depois de concluir seu mestrado, ela começou a ensinar o assunto de seu interesse e escolha em diferentes faculdades da Tribhuvan University e da Purbanchal University. Tripathee manteve sua carreira de escrita durante seus dias de faculdade e depois. Mais tarde, ela obteve o Ph. D. em literatura nepalesa pela Tribhuvan University em 2017.

## Carreira
Geeta Tripathee é uma escritora de vários gêneros. Ela escreveu dois livros de poesia, um livro de poemas líricos, um livro de ensaios e vários livros sobre crítica literária.
As obras de Geeta Tripathee são traduzidas para outras línguas, como inglês, hindi, japonês e coreano; e são publicados em revistas literárias notáveis no exterior. Tripathee participou de vários eventos literários nacionais e internacionais como poetisa, apresentadora e palestrante. Tripathee participou dos Festivais de Literatura do Sul da Ásia organizados pela Fundação de Escritores e Literatura SAARC em Nova Deli em 2010 e 2017 como poetisa delegada do Nepal.